# Vincent Alfred Gressent

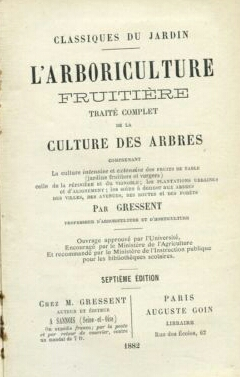
L'Arboriculture fruitière, édition de 1882.

Vincent Alfred Gressent, né le 18 mars 1818 à Paris et mort le 7 octobre 1893,, à Sannois, est un enseignant, puis professeur de la Sorbonne, d'arboriculture et d'horticulture, auteur de nombreuses œuvres populaires sur la pratique de celles-ci.
Ses livres  ont servi de documentation pour Bouvard et Pécuchet, l'œuvre inachevée de Gustave Flaubert.

## Biographie
Enseignant d'abord à Orléans, Alfred Gressent s'est, après une inondantion de son établissement par la Loire, établi à Sannois, où il a ouvert un jardin-fruitier école. Il est chargé en 1868 de donner des cours aux écoles normales, il donne également des conférences dans plusieurs villes. Il a écrit des manuels d'arboriculture et d'horticulture qui ont connu des réimpressions multiples, et un Almanach Gressent qui paraît pendant une trentaine d'années, de 1866 à 1895, « almanach rural, qui a joui, d'emblée, d'une grande popularité auprès du peuple des campagnes ».
Selon Ouvray (1890), Gressent est une des quatre autorités « qui ont fait faire à l'arboriculture moderne un progrès considérable ».
Un des principaux mérites de ses leçons sur la culture potagère a été de vulgariser les méthodes pratiques employées par les maraîchers d'Orléans.
Ses jardins sont du genre rustique.

## Dans la littérature
Gressent a eu son temps de popularité. On trouve des traces de lui dans la littérature de l'époque ainsi que dans la littérature moderne.
- Gustave Flaubert lit des livres de lui pour préparer Bouvard et Pécuchet[10], il prend des notes[11] et en parle dans sa correspondance à George Sand, le 3 février 1873, et à Edmond de Goncourt, le 25 juin 1873[12].
- En 1918, l'Anglais David Garnett, n'étant alors que libraire, écrit, probablement inspiré par ses dimanches de jardinage, son premier livre : The Kitchen Garden and its Management[13],[14]. C'est le début de sa carrière d'écrivain.
- Ford Madox Ford, fervent jardinier, est aussi captivé par Gressent, comme il le décrit en 1924 dans Joseph Conrad, A Personal Remembrance. Dans la fiction autobiographique No Ennemy[15] de 1929, il présente le personnage principal Gringoire comme élève de Gressent, puis, dans l'autobiographie Return to Yesterday[16] de 1932, il se présente lui-même comme tel. Pourtant, selon Julian Barnes, cela n'est pas plausible[17].

## Œuvres
Bien que les titres et la longueur des éditions varient, ses nombreux livres concernent essentiellement trois sujets : L'Arboriculture fruitière (1860), Le Potager moderne (1863), et Parcs et Jardins (1877). Dans les éditions ultérieures se trouve l'ajout Les Classiques du jardin. Pendant la vie de Gressent, son éditeur est Auguste Goin. Au XXe siècle, des rééditions sont réalisées par La librairie agricole de la Maison Rustique.
- 1862 : L'Arboriculture fruitière, traité complet de la culture des arbres[18]
- 1863 : Le Potager moderne, traité complet de la culture des légumes intensive et extensive pour tous les climats de la France[19],[20]
- 1877 : Parcs et Jardins - traité complet de la création des parcs et des jardins, (36 éditions)[21]
- L'Almanach Gressent est publié annuellement de 1866 à 1893 et posthume encore au-delà de cette année, au moins jusqu'en 1903[22].